# Philipp Ferdinand von Grünne

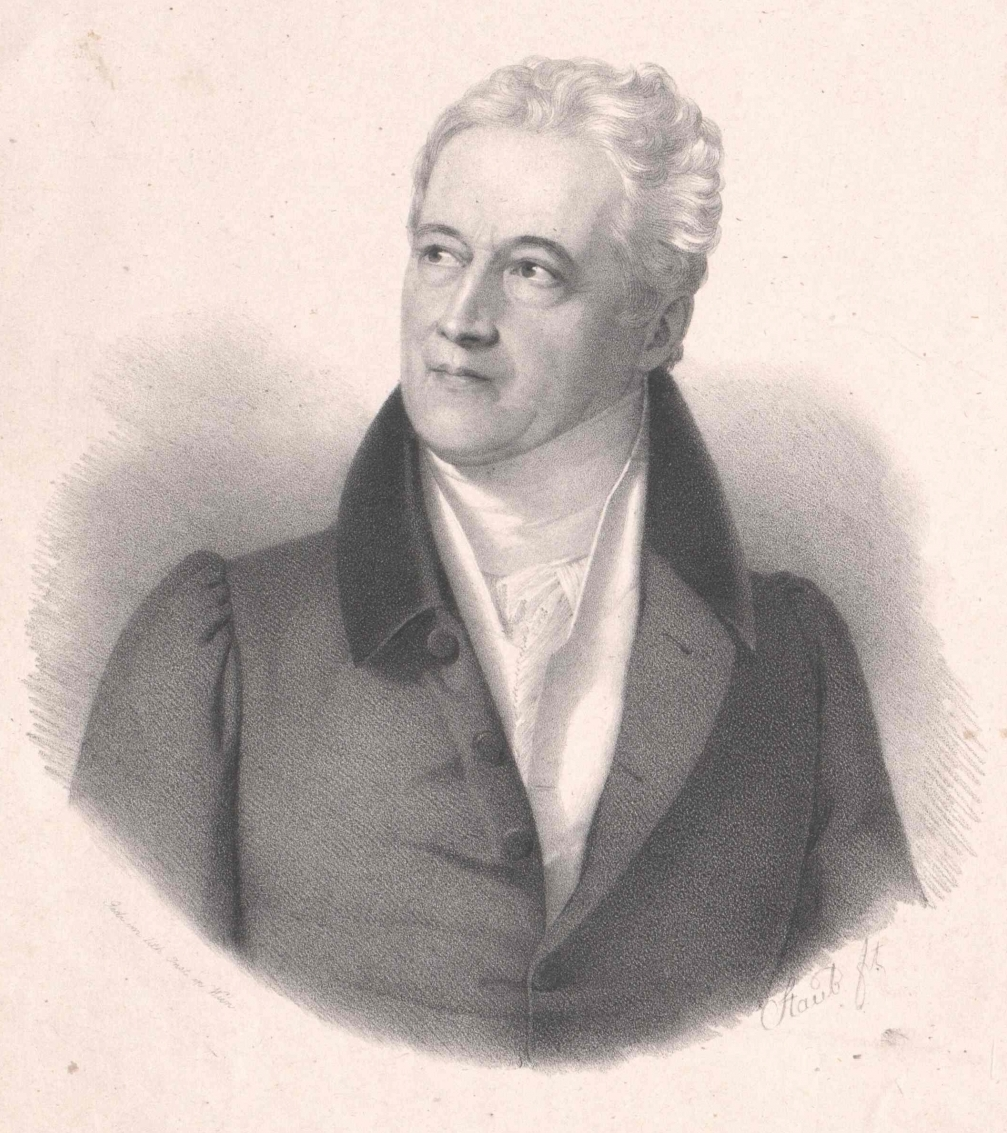

Philipp Ferdinand Wilhelm Grünne Graf von Pinchard (* 15. Mai 1762 in  Dresden; † 26. Jänner 1854 in Wien) war österreichischer General der Kavallerie und Ritter des Maria-Theresia-Ordens.

## Leben
Philipp Grünne war der Sohn des kaiserlichen Generalmajors Graf Philipp Anton II. von Grünne (* 11. Februar 1732; † 3. April 1797) und dessen Ehefrau Christiane Magdalena Rahel von Holstein.
Philipp trat 1782 als Unterleutnant in kaiserliche Militärdienste ein.
Bereits 1794 zum Flügeladjutanten des Kaisers Franz II. ernannt, stieg er im Feldzug von 1797 zum Obersten und Generaladjutanten von Erzherzog Karl auf. 1800 zum Generalmajor befördert, erwarb er sich besonders am 10. Mai durch die glückliche Verteidigung von Kempten, von welcher die Erhaltung der Tiroler Pässe sowie die Verbindung mit der österreichischen Hauptarmee bei Memmingen abhing, militärischen Ruhm.
Nach der Schlacht bei Hohenlinden schloss er 15. Dezember 1800 den Waffenstillstand ab, welcher dem Frieden von Lunéville vorausging. Als 1804 die Reorganisation der Armee begann, wurde Grünne Vorstand des Büros des Kriegsministeriums und nahm in dieser Stellung an den damaligen großen militärischen Reformen und Umgestaltungen wesentlichen Anteil. Er wurde 1806 zum Inhaber des 3. Ulanenregiments, 1808 zum Feldmarschallleutnant, 1809 zum Chef der Kanzlei des Generalissimus ernannt.
Nach der Schlacht bei Wagram schied Grünne aus dem aktiven Dienst und übernahm bei Erzherzog Karl (1771–1847) die Stelle eines Obersthofmeisters, welche er bis zu dessen Tod bekleidete.
1802 kaufte Philipp Graf von Grünne die Güter Dobersberg und Illmau bei Waidhofen an der Thaya, 1812 das Gut Peigarten und verlegte seinen Amtssitz sowie die Güterdirektion nach Schloss Dobersberg.  Da Grünne wegen der Koalitionskriege (1805 und 1809) nicht oft in Dobersberg war, hatte er die Güter bis 1810 verpachtet. Die herrschaftlichen Höfe gerieten aber in jenen Jahren dermaßen in Verfall, dass Graf Grünne nach seiner Rückkehr fast alle neu aufbauen musste. Auch den Schlosspark ließ er neu gestalten und wendete dafür beträchtliche Summen auf, hatte aber unter anderem die Genugtuung, dass dieser Park mehrfach als der schönste des Waldviertels gepriesen wurde.
1817 wurde er General der Kavallerie, 1836 k.k. wirklicher geheimer Rat und Kämmerer. 1847 erfolgte die Versetzung in den Ruhestand.
Grünne war mit Rosalie Freiin von Felz verheiratet. Aus dieser Verbindung ging Karl Ludwig von Grünne hervor.
Philipp Graf von Grünne, verstorben im Hause Bräunerstraße 10, Wien I., wurde am 28. Jänner 1854 auf dem Allgemeinen Währinger Friedhof, bis zur Fertigstellung der Gruft, in einem provisorischen Grab bestattet.
Am 29. April 1903 wurden auf dem 1874 geschlossenen, in Auflassung befindlichen Friedhof Grünnes Gebeine exhumiert und zur Beisetzung in die Marktgemeinde Dobersberg gebracht.

## Familie
Grünne heiratete am 28. September 1801 die Freiin Rosalie von Felz (Feltz) (* 10. Februar 1779; † 1811). Das Paar hatte mehrere Kinder:
- Rosalie (* 3. März 1805; † 20. April 1841)

⚭ 1827 Graf Ludwig Johann Heinrich von Schönfeld (1791–1828)
⚭ 1832 Karl Johann Anton von Liechtenstein (1803–1871)
- Karl Ludwig (* 25. August 1808; † 15. Juni 1884), Feldmarschall-Lieutenant ⚭ Prinzessin Caroline von und zu Trauttmansdorff-Weinsberg (* 29. Februar 1808; † 19. März 1886)
- Zoë (* 3. September 1810; † 16. August 1894) ⚭ Graf Carl August Ludwig von Wallmoden-Gimborn (* 4. Januar 1792; † 28. Februar 1883), General der Kavallerie